# 환경개선부담금
환경개선부담금(環境改善負擔金)은 건물 등 기타 시설물 소유자 또는 점유자와 자동차의 소유자로부터 환경오염물질의 대량배출에 대해 환경 개선 비용을 부담시키는 대한민국의 부담금을 말한다.
대한민국 환경부 장관은 환경개선부담금을 부과하고 징수한다. 부과대상은 대통령령이 정하는 규모 이상의 시설물 및 대통령령이 정하는 경유를 연료로 사용하는 자동차를 이용하는 주인이다.
환경개선부담금의 부과대상지역·부과대상시설물의 용도, 부과·징수의 방법·절차 기타 필요한 사항은 대통령령으로 정하도록 되어 있다. 개선부담금의 산정기준은 당해 시설물에서 배출되는 대기 및 수질오염물질의 배출 총량을 감안하여 그 기준에 산정한다.